# Herr Klex akademi (film)
Herr Klex akademi (polska: Akademia pana Kleksa) är en polsk familje- och fantasyfilm från 2023. Filmen är regisserad av Maciej Kawulski efter ett manus skrivet av Jan Brzechwa, Krzysztof Gureczny och Agnieszka Kruk. Filmen är baserad på barnboken med samma namn av Jan Brzechwa.
Filmen premiärvisades i Katowice den 20 december 2023 och hade premiär på strömningstjänsten Netflix den 19 juni 2024.

## Handling
Filmen handlar om Ada, en till synes helt vanlig flicka som för att hitta sin pappa accepterar en inbjudan att studera på ett magiskt universitet under ledning av den excentriska herr Klex.

## Rollista (i urval)
- Tomasz Kot
- Antonina Litwiniak
- Piotr Fronczewski
- Danuta Stenka